# 2. Klavierkonzert (Rachmaninow)
Das 2. Klavierkonzert op. 18 in c-Moll wurde von Sergei Rachmaninow in den Jahren 1900/1901 komponiert. Uraufgeführt wurde es am 27. Oktoberjul. / 9. Novembergreg. 1901 in Moskau unter der Leitung von Alexander Siloti, der Komponist spielte den Solopart. Gewidmet hat Rachmaninow das Werk dem russischen Neurologen Nikolai Dahl.

## Hintergrund

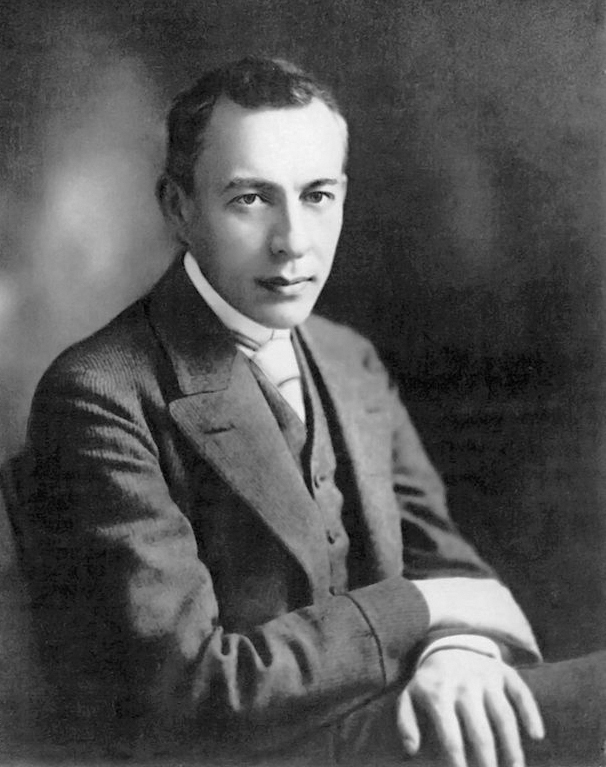
Der junge Rachmaninow

Als Rachmaninow mit der Komposition des 2. Klavierkonzerts begann, hatte er eine schwere Schaffenskrise durchlebt. Im Oktober 1897 war dessen 1. Sinfonie in d-Moll sowohl beim Publikum als auch bei der Kritik durchgefallen, eine Erfahrung, die dem jungen Komponisten hart zusetzte. Bis dahin von einem Erfolg verwöhnt, der wie im Alleingang dahergekommen war, fühlte er sich plötzlich außerstande, mit neuen Kompositionen an die Öffentlichkeit zu treten. Rachmaninow, für seine Schwermütigkeit bekannt, verfiel in Selbstzweifel und schließlich Depressionen. Seiner Verwandtschaft gelang es, ihn zu einer Therapie zu bewegen. Der Neurologe Dahl behandelte ihn erfolgreich mittels Hypnose. Rachmaninow schrieb hierüber später:

„Ich hörte die gleichen hypnotischen Formeln Tag für Tag wiederholt, während ich schlafend in Dahls Behandlungszimmer lag. ‚Du wirst dein Konzert schreiben… du wirst mit großer Leichtigkeit arbeiten… Das Konzert wird von exzellenter Qualität sein…‘ Es waren immer dieselben Worte, ohne Unterbrechung. Auch wenn es unglaublich erscheint, diese Therapie half mir wirklich. Im Sommer begann ich zu komponieren. Das Material wuchs und neue musikalische Ideen begannen sich in mir zu regen.“

Rachmaninow widmete das Konzert zum Dank dem Arzt.

## Das Konzert
Rachmaninow hatte den 2. und den 3. Satz des Konzerts zuerst fertiggestellt. Die Sätze wurden am 2. Dezember 1900 unter der Leitung von Alexander Siloti und mit Rachmaninow am Klavier der Öffentlichkeit vorgestellt. Schon diese Aufführung stieß trotz des fehlenden Kopfsatzes auf Begeisterung und einmütiges Lob. Nikolai Kaschkin schrieb:

„Sein großes Talent hat schon seit langem nicht nur die Aufmerksamkeit in Russland auf sich gezogen, sondern auch im Ausland. Erst jetzt aber scheint es, als sei dieses Talent sich seiner inneren Kraft völlig bewusst und deshalb frei von dem früheren Zwang, außergewöhnlichen Effekten der Harmonik und Instrumentierung hinterherzulaufen. Die klassische Klarheit der Form, die Weite der Melodien, die Üppigkeit und Kraft der Harmonik zwingen uns, das Werk im echten Sinne des Wortes als bemerkenswert anzusehen.“

Das Konzert genießt bis heute eine große Popularität wegen seiner ganz der Romantik geschuldeten, liedhaft-melodiösen Themen. Selbst Rachmaninows 3. Klavierkonzert von 1909, das ähnlich angelegt ist, konnte ihm trotz großer Anerkennung nicht den Rang ablaufen.
Die Satzbezeichnungen lauten:
- Moderato
- Adagio sostenuto
- Allegro scherzando

### Der Kopfsatz

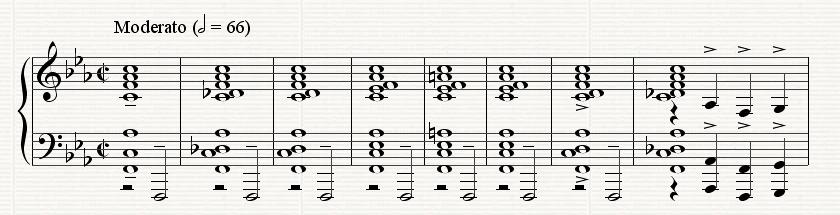
Die ersten acht Akkorde des Konzerts

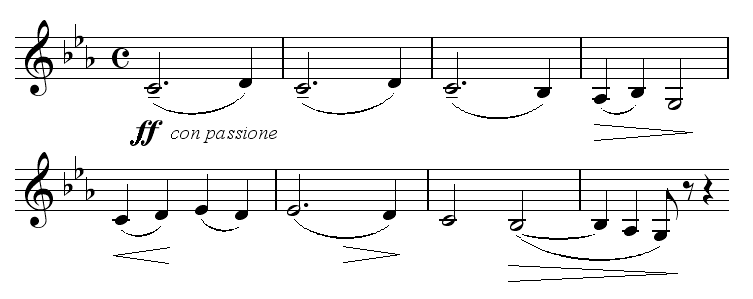
1. Thema (ab Takt 11)

Das Klavier beginnt solistisch mit acht Akkorden, die gleichsam Glockenschlägen wie aus der Ferne tönen und sich in der Lautstärke allmählich steigern. Um diese wie vorgesehen spielen zu können, braucht man große Hände, weil die Akkorde der linken Hand in Dezim-Intervalle eingebunden sind. Rachmaninow selbst, obwohl er große Hände besaß, spielte allerdings in seiner Tonaufnahme von 1929 in allen Akkorden ab dem zweiten das große F wie einen Vorschlag; insofern hat auch diese Variante, die für kleinere Hände geeignet ist, Gültigkeit.
Das erste Thema, eine schwermütige Melodie in c-Moll, setzte der Komponist in Takt 11 im Orchester ein und wird von wirbelnden Läufen im Klavierpart begleitet. Ab Takt 28 wird das Thema von den Celli bzw. später Streichern weitergesponnen. Das Klavier übernimmt in Takt 55, löst die Fortsetzung ab Takt 63 in eine Art Kadenz auf. Arhythmische Akkorde leiten das zweite, lyrische Thema in Es-Dur ein. Beginnend in Takt 83 wird es zunächst vom Klavier vorgestellt und schließlich vom Solisten wie dem Orchester weitergesponnen.
Die Durchführung beginnt in Takt 161 mit dem ersten Motiv des ersten Themas, dem die Querflöte mit dem Zuruf as’’ – b’’ – g’’ – as’’ – c’’ antwortet. Dieser Zuruf gewinnt im Folgenden an Bedeutung, wird moduliert und vom Klavier aufgegriffen. In Tonrepetitionen und markanten Akkorden bestimmt es schließlich das Wesen der Durchführung. Es wird von einer Tonart in die nächste geführt, die Modulationen reichen bis Gis-Dur. Motive des zweiten Themas scheinen in der Durchführung ebenfalls auf (z. B. ab Takt 218), werden aber fast nicht wahrgenommen, weil das Klavier sie überlagert. Die Reprise beginnt in Takt 245 im Orchester, dem das Klavier in massiver Bestimmtheit das Zuruf-Motiv akkordisch entgegensetzt. Das zweite Thema (As-Dur) folgt rasch (Takt 297 in den Hörnern), ab Takt 313 wird die Schlussphase des ersten Satzes eingeleitet.

### Der 2. Satz

1. Thema des 2. Satzes (ab Takt 9); die Arpeggien zu je vier aufsteigenden Noten in der Begleitung erzeugen einen 4:3 Polyrhythmischen Effekt gegen die Melodiestimme

Das Adagio sostenuto steht in E-Dur. Nach vier einleitenden Takten beginnt das Klavier mit einer ruhigen Sequenz von Arpeggien, welche in ihrer Wiederholung zur Begleitung des ersten Themas wird. Dieses stellt zuerst die Querflöte vor, die Klarinette übernimmt. Ab Takt 24 tauschen Solist und Orchester die Rollen. In Takt 47 tritt ein weiteres, etwas leidenschaftlicheres Thema in Moll hinzu, das Orchester und Klavier durchführen. Abgerundet wird der Satz durch das Aufgreifen des ersten Themas, mit dem er auch beschlossen wird.

### Der 3. Satz
Der 3. Satz (Tonart: c-Moll) beginnt mit einem Dialog zwischen Orchester und Klavier, das sich in virtuosen Läufen präsentiert. Das eigentliche Thema, das sprunghafte Kadenzen mit Läufen kombiniert, beginnt in Takt 43. Ein Zwischenmotiv (Takt 75) leitet den Übergang zu einem zweiten Thema ein, das in Takt 106 beginnt. Seine Durchführung mündet in einem erneuten Aufgreifen des Themas sowie in einem an die Virtuosität eines Pianisten hohe Ansprüche stellenden Schlusspart.

## Besetzung
2 Flöten, 2 Oboen, 2 Klarinetten, 2 Fagotte, 4 Hörner, 2 Trompeten, 3 Posaunen, Tuba, Pauken, Gr. Trommel, Becken, Soloklavier und Streicher

## Abgeleitete Werke
Der US-amerikanische Songwriter Eric Carmen hat für den Song All by Myself das Thema des 2. Satzes übernommen. Weiter sind Fragmente des Themas bei Billy Joel in seinem Song Honesty zu hören.

## Populäre Rezeption
Das 2. Klavierkonzert ist zu großen Teilen als Filmmusik im David-Lean-Liebesdrama Begegnung aus dem Jahr 1945 zu hören. Eine große Rolle spielt die Musik außerdem im französisch-amerikanischen Film Weggehen und Wiederkommen (1985). In der Romanverfilmung Menschen im Hotel von 1932 mit Greta Garbo sowie im Tanzfilm Center Stage aus dem Jahr 2000 wird das Stück ebenfalls gespielt. Ein längerer Teil des Klavierkonzerts ist im Finale des Films Symphonie des Herzens mit Elizabeth Taylor von 1954 zu hören. Im Film Das verflixte 7. Jahr von 1955 lässt sich Marilyn Monroe zu Rachmaninows 2. Klavierkonzert verführen.
Im Anime Nodame Cantabile (2007) wird in der 11. Episode das Stück von einem Studentenorchester zur Begeisterung der anwesenden Kritiker vorgetragen. In der 12. Episode bekommt man eine schnelle Interpretation auf zwei Klavieren zu hören.

## Klangbeispiele
(gespielt vom Skidmore College Orchestra, Saratoga Springs, New York)
- Moderatoⓘ/?
- Adagio sostenutoⓘ/?
- Allegro scherzandoⓘ/?